# Unonopsis duckei
Unonopsis duckei är en kirimojaväxtart som beskrevs av Robert Elias Fries. Unonopsis duckei ingår i släktet Unonopsis och familjen kirimojaväxter. Inga underarter finns listade i Catalogue of Life.